# Élection du maire de la Liverpool City Region de 2017
Pour un article plus général, voir Élections locales britanniques de 2017.
L’élection du maire de la Liverpool City Region de 2017 a lieu le 4 mai 2017.

## Résultats
| Parti                                | Candidat        | 1er tour | %    |
| ------------------------------------ | --------------- | -------- | ---- |
| Parti travailliste                   | Steve Rotheram  | 171 167  | 59,3 |
| Parti conservateur                   | Tony Caldeira   | 58 805   | 20,4 |
| Libéraux-démocrates                  | Carl Cashman    | 19 751   | 6,8  |
| Parti vert                           | Tom Crone       | 14 094   | 4,9  |
| UKIP                                 | Paula Walters   | 11 946   | 4,1  |
| Coalition syndicaliste et socialiste | Roger Bannister | 7 881    | 2,7  |
| Parti de l'égalité des femmes        | Tabitha Morton  | 4 287    | 1,5  |
| Jury                                 | Paul Breen      | 729      | 0,3  |